# Никола Виденов
Никола Борисов Виденов е български политик от БКП.

## Биография
Роден е на 3 октомври 1924 г. в град Годеч. От 1944 г. е член на РМС, а от 1954 г. на БКП. Завършва за инженер-химик. Започва работа като началник на производството в Химическия комбинат в Димитровград. През 1955 г. започва работа като старши научен сътрудник в Научноизследователския институт по химическа промишленост в София. По-късно е негов директор. От 1962 до 1970 г. е заместник-председател на Държавния комитет за наука и технически прогрес. През 1970 г. е назначен за първи заместник-председател на комитета. Известно време е председател на Централното ръководство на химиците в България. От 1972 г. е професор и ръководител на катедра към Висшия химико-технологически институт. Член е на Централния съвет на Българските професионални съюзи. През 1973 г. е назначен за началник на управление в Държавния комитет за планиране. От 25 април 1971 до 4 април 1981 г. е кандидат-член на ЦК на БКП.